# Орловаць
45°44′ пн. ш. 16°58′ сх. д. / 45.74° пн. ш. 16.96° сх. д.
Орловаць (хорв. Orlovac) — населений пункт у Хорватії, у Б'єловарсько-Білогорській жупанії у складі громади Нова Рача.

## Населення
Населення за даними перепису 2011 року становило 199 осіб.
Динаміка чисельності населення поселення: